# جان إيريك أولسون
جان إيريك أولسون (بالسويدية: Jan-Erik Olsson)‏ مجرم سويدي، ولد ونشأ في إيكيبي، خارج هلسينغبورغ بالسويد. كان هو الجاني الرئيسي في سرقة نورمالمستورج في 23 أغسطس 1973، احتجز أربعة موظفين داخل بنك «كريديت بانكن» بستوكهولم، والذي انضم إليه فيما بعد أحد زملائه في السجن. وبعد ستة أيام ومع انتهاء ذلك الاحتجاز، بدا على المخطوفين أنهم قد بنوا علاقة إيجابية مع هذين الخاطفين. ومن هنا نشأت فكرة متلازمة ستوكهولم. حيث كان الطبيب النفسي والباحث في علم الجريمة نيلز بيجيروت هو أول من صاغ هذا المصطلح، وأظهر الطبيب النفسي فرانك أوشبيرغ اهتماما بهذه الظاهرة وقام في السبعينيات من القرن الماضي بتعريف المتلازمة وتوضيحها لمكتب التحقيقات الفدرالي وجهاز الشرطة البريطانية «سكوتلاند يارد».